# Championnat du monde masculin de basket-ball 1950
Navigation
1954 - Brésil
Le Championnat du monde masculin de basket-ball 1950 s'est déroulé en Argentine du 22 octobre au 3 novembre 1950.

## Podium final
Le podium final de ce championnat du monde est :
| Médaille                  | Pays       |
| ------------------------- | ---------- |
| Médaille d'or, monde      | Argentine  |
| Médaille d'argent, monde  | États-Unis |
| Médaille de bronze, monde | Chili      |

## Compétition
Le tournoi s'organise sous la forme de phases préliminaires, avec un premier tour opposant quatre équipes, l'Égypte, le Pérou, la Yougoslavie et l'Équateur. Le deuxième tour oppose les six autres équipes, l'Argentine, le Brésil, le Chili, la France, les États-Unis et l'Espagne; une phase de repêchage se tient ensuite en deux phases. Ces deux phases qualifient les six meilleures équipes pour le tour final, les quatre dernières participant à un tournoi de classement.

## Équipes participantes
| Qualifiés pour la 1re phase préliminaire Égypte Pérou Yougoslavie Équateur | Qualifiés pour la 2e phase préliminaire Argentine Brésil Chili France Espagne États-Unis |

## Tour préliminaire

### Première phase
- Pérou - Yougoslavie : 33 - 27
- Égypte - Équateur : 43 - 37

L'Égypte et le Pérou sont qualifiés pour la seconde phase préliminaire.
L'Équateur et la Yougoslavie participent à la première phase du tour de repêchage.

### Deuxième phase
- États-Unis - Chili : 37 - 33
- Argentine - France : 56 - 40
- Pérou - Brésil : 33 - 40
- Espagne - Égypte : 56 - 57

Les États-Unis, l'Argentine, le Brésil et l'Égypte sont qualifiés pour le tour final.
Le Chili et la France participent à la première phase du tour de repêchage.
Le Pérou et l'Espagne participent à la deuxième phase du tour de repêchage.

## Tour de repêchage

### Première phase
- Chili - Yougoslavie : 40 - 24
- Équateur - France : 43 - 48

Le Chili et la France sont qualifiés pour la seconde phase du tour de repêchage.
L'Équateur et la Yougoslavie participent au tournoi de classement.

### Deuxième phase
- Espagne - Chili : 40 - 54
- France - Pérou : 49 - 46

Le Chili et la France sont qualifiés pour le tour final.
L'Espagne et le Pérou participent au tournoi de classement.

## Tournoi de classement
| Rang | Pays        | Pts | V | D |
| ---- | ----------- | --- | - | - |
| 7    | Pérou       | 6   | 3 | 0 |
| 8    | Équateur    | 5   | 2 | 1 |
| 9    | Espagne     | 4   | 1 | 2 |
| 10   | Yougoslavie | 3   | 0 | 3 |

## Tour final
| Rang | Pays       | Pts | V | D |
| ---- | ---------- | --- | - | - |
| 1    | Argentine  | 10  | 5 | 0 |
| 2    | États-Unis | 9   | 4 | 1 |
| 3    | Chili      | 7   | 2 | 3 |
| 4    | Brésil     | 7   | 2 | 3 |
| 5    | Égypte     | 7   | 2 | 3 |
| 6    | France     | 5   | 0 | 5 |

## Classement final

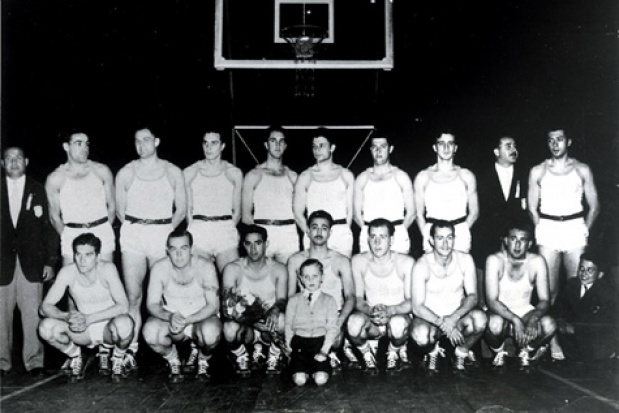
L'Argentine, première championne du monde de l'histoire.

| Rang | Équipe      |
| ---- | ----------- |
| 1    | Argentine   |
| 2    | États-Unis  |
| 3    | Chili       |
| 4    | Brésil      |
| 5    | Égypte      |
| 6    | France      |
| 7    | Pérou       |
| 8    | Équateur    |
| 9    | Espagne     |
| 10   | Yougoslavie |

## 5 Majeur du tournoi
- Oscar Furlong (Argentine)
- John Stanich (USA)
- Rufino Bernedo (Chili)
- Alvaro Salvadores (Espagne)
- Ricardo González (Argentine)